# Torneo Kurowashiki 2015 (femminile)
Il Torneo Kurowashiki 2015 si è svolto dal 1° al 6 maggio 2015: al torneo hanno partecipato sedici squadre di club, universitarie e scolastiche giapponesi e la vittoria finale è andata per la terza volta alle JT Marvelous.

## Regolamento
La competizione prevede che vi prendano parte 16 squadre. Sono previsti due fasi: nella prima si svolge un turno preliminare a gironi, mentre nella seconda si svolgono quarti di finale, semifinali e finale.

## Partecipanti
| - Ageo Medics - Denso Airybees - Fukuoka University - Hitachi Rivale | - JT Marvelous - Kurobe AquaFairies - Liceo KimuRan-kai - NEC Red Rockets | - NSSU - Okayama Seagulls - PFU BlueCats - Pioneer Red Wings | - Ryukoku University - Toyota Queenseis - Tōkai Daigaku - Toray Arrows |

## Competizione

### Prima fase

#### Gruppo A
| Squadre           | NEC Red Rockets | JT Marvelous | Liceo KimuRan-kai | NSSU  | G | V | P |
| ----------------- | --------------- | ------------ | ----------------- | ----- | - | - | - |
| NEC Red Rockets   |                 | 3 - 0        | 3 - 0             | 3 - 0 | 3 | 3 | 0 |
| JT Marvelous      | 0 - 3           |              | 3 - 0             | 3 - 0 | 3 | 2 | 1 |
| Liceo KimuRan-kai | 0 - 3           | 0 - 3        |                   | 3 - 0 | 3 | 1 | 2 |
| NSSU              | 0 - 3           | 0 - 3        | 0 - 3             |       | 3 | 0 | 3 |

#### Gruppo B
| Squadre            | Okayama Seagulls | Toyota Queenseis | PFU BlueCats | Ryukoku University | G | V | P |
| ------------------ | ---------------- | ---------------- | ------------ | ------------------ | - | - | - |
| Okayama Seagulls   |                  | 3 - 1            | 3 - 1        | 3 - 0              | 3 | 3 | 0 |
| Toyota Queenseis   | 1 - 3            |                  | 3 - 0        | 3 - 0              | 3 | 2 | 1 |
| PFU BlueCats       | 1 - 3            | 0 - 3            |              | 3 - 2              | 3 | 1 | 2 |
| Ryukoku University | 0 - 3            | 0 - 3            | 2 - 3        |                    | 3 | 0 | 3 |

#### Gruppo C
| Squadre            | Ageo Medics | Denso Airybees | Kurobe AquaFairies | Fukuoka University | G | V | P |
| ------------------ | ----------- | -------------- | ------------------ | ------------------ | - | - | - |
| Ageo Medics        |             | 3 - 0          | 3 - 1              | 3 - 0              | 3 | 3 | 0 |
| Denso Airybees     | 0 - 3       |                | 3 - 0              | 3 - 0              | 3 | 2 | 1 |
| Kurobe AquaFairies | 1 - 3       | 0 - 3          |                    | 3 - 1              | 3 | 1 | 2 |
| Fukuoka University | 0 - 3       | 0 - 3          | 1 - 3              |                    | 3 | 0 | 3 |

#### Gruppo D
| Squadre          | Toray Arrows | Hitachi Rivale | Tōkai Daigaku | Hiroshima Oilers | G | V | P |
| ---------------- | ------------ | -------------- | ------------- | ---------------- | - | - | - |
| Toray Arrows     |              | 3 - 1          | 3 - 1         | 3 - 0            | 3 | 3 | 0 |
| Hitachi Rivale   | 1 - 3        |                | 3 - 1         | 3 - 0            | 3 | 2 | 1 |
| Tōkai Daigaku    | 1 - 3        | 1 - 3          |               | 3 - 1            | 3 | 1 | 2 |
| Hiroshima Oilers | 0 - 3        | 0 - 3          | 1 - 3         |                  | 3 | 0 | 3 |

#### Squadre qualificate
- Ageo Medics
- Toray Arrows
- Denso Airybees
- Okayama Seagulls
- Toyota Queenseis
- JT Marvelous
- Hitachi Rivale
- NEC Red Rockets

### Seconda fase
|  | Quarti di finale | Quarti di finale | Quarti di finale |                |                  | Semifinali       | Semifinali | Semifinali |  |  | Finale | Finale | Finale |  |
|  |                  |                  |                  |                |                  |                  |            |            |  |  |        |        |        |  |
|  | NEC Red Rockets  | NEC Red Rockets  | 2                |                |                  |                  |            |            |  |  |        |        |        |  |
|  | NEC Red Rockets  | NEC Red Rockets  | 2                |                |                  |                  |            |            |  |  |        |        |        |  |
|  | Toyota Queenseis | Toyota Queenseis | 3                |                |                  |                  |            |            |  |  |        |        |        |  |
|  | Toyota Queenseis | Toyota Queenseis | 3                |                | Toyota Queenseis | Toyota Queenseis | 3          |            |  |  |        |        |        |  |
|  |                  |                  |                  |                | Toyota Queenseis | Toyota Queenseis | 3          |            |  |  |        |        |        |  |
|  |                  |                  | Denso Airybees   | Denso Airybees | 2                |                  |            |            |  |  |        |        |        |  |
|  | Denso Airybees   | Denso Airybees   | Denso Airybees   | Denso Airybees | 2                | 3                |            |            |  |  |        |        |        |  |
|  | Denso Airybees   | Denso Airybees   |                  |                |                  |                  |            |            |  |  |        |        |        |  |
|  | Toray Arrows     | Toray Arrows     | 1                |                |                  |                  |            |            |  |  |        |        |        |  |
|  | Toray Arrows     | Toray Arrows     | 1                |                | Toyota Queenseis | Toyota Queenseis | 0          |            |  |  |        |        |        |  |
|  |                  |                  |                  |                |                  |                  |            |            |  |  |        |        |        |  |
|  |                  |                  | JT Marvelous     | JT Marvelous   | 3                |                  |            |            |  |  |        |        |        |  |
|  | Ageo Medics      | Ageo Medics      | JT Marvelous     | JT Marvelous   | 3                | 2                |            |            |  |  |        |        |        |  |
|  | Ageo Medics      | Ageo Medics      |                  |                |                  |                  |            |            |  |  |        |        |        |  |
|  | Hitachi Rivale   | Hitachi Rivale   | 3                |                |                  |                  |            |            |  |  |        |        |        |  |
|  | Hitachi Rivale   | Hitachi Rivale   | 3                |                | Hitachi Rivale   | Hitachi Rivale   | 2          |            |  |  |        |        |        |  |
|  |                  |                  |                  |                | Hitachi Rivale   | Hitachi Rivale   | 2          |            |  |  |        |        |        |  |
|  |                  |                  | JT Marvelous     | JT Marvelous   | 3                |                  |            |            |  |  |        |        |        |  |
|  | JT Marvelous     | JT Marvelous     | JT Marvelous     | JT Marvelous   | 3                | 3                |            |            |  |  |        |        |        |  |
|  | JT Marvelous     | JT Marvelous     |                  |                |                  |                  |            |            |  |  |        |        |        |  |
|  | Okayama Seagulls | Okayama Seagulls | 0                |                |                  |                  |            |            |  |  |        |        |        |  |

#### Quarti di finale
| 4 maggio 2015 Municipal Central Gymnasium, Osaka Durata: ? - Spettatori: ? | NEC Red Rockets | 2 - 3 | Toyota Queenseis | 25-18, 32-34, 25-20, 23-25, 16-18 |
| 4 maggio 2015 Municipal Central Gymnasium, Osaka Durata: ? - Spettatori: ? | Denso Airybees  | 3 - 1 | Toray Arrows     | 25-20, 25-16, 25-27, 25-20        |
| 4 maggio 2015 Municipal Central Gymnasium, Osaka Durata: ? - Spettatori: ? | Ageo Medics     | 2 - 3 | Hitachi Rivale   | 25-23, 25-23, 17-25, 30-32, 12-15 |
| 4 maggio 2015 Municipal Central Gymnasium, Osaka Durata: ? - Spettatori: ? | JT Marvelous    | 3 - 0 | Okayama Seagulls | 25-21, 25-18, 25-13               |

##### Semifinali
| 5 maggio 2015 Municipal Central Gymnasium, Osaka Durata: ? - Spettatori: ? | Toyota Queenseis | 3 - 2 | Denso Airybees | 19-25, 28-26, 25-20, 23-25, 15-13 |
| 5 maggio 2015 Municipal Central Gymnasium, Osaka Durata: ? - Spettatori: ? | Hitachi Rivale   | 2 - 3 | JT Marvelous   | 25-21, 25-17, 13-25, 24-26, 8-15  |

##### Finale
| 6 maggio 2015 Municipal Central Gymnasium, Osaka Durata: ? - Spettatori: ? | Toyota Queenseis | 0 - 3 | JT Marvelous | 23-25, 21-25, 11-25 |

## Premi individuali
| Premio                     | Giocatrice       | Squadra          |
| -------------------------- | ---------------- | ---------------- |
| MVP                        | Ayumi Nakamura   | JT Marvelous     |
| Miglior spirito combattivo | Saki Takeda      | Toyota Queenseis |
| Miglior esordiente         | Momoko Higane    | Toyota Queenseis |
| Sestetto ideale            | Aika Akutagawa   | JT Marvelous     |
| Sestetto ideale            | Mai Okumura      | JT Marvelous     |
| Sestetto ideale            | Ayumi Nakamura   | JT Marvelous     |
| Sestetto ideale            | Mizuki Tanaka    | JT Marvelous     |
| Sestetto ideale            | Saki Takeda      | Toyota Queenseis |
| Sestetto ideale            | Miyuki Hiramatsu | Toyota Queenseis |
| Miglior libero             | Kotoe Inoue      | JT Marvelous     |